# Le Grand-Madieu
Le Grand-Madieu é uma comuna francesa na região administrativa da Nova Aquitânia, no departamento de Charente. Estende-se por uma área de 8,40 km². Em 2010 a comuna tinha 171 habitantes (densidade: 20,4 hab./km²).